# قاچاق انسان در فیلیپین
قاچاق انسان در فیلیپین (انگلیسی: Human trafficking in the Philippines) و بطور مشخص فحشا کودکان یک مسئله مهم است. قاچاق انسان در این کشور اغلب توسط اتحادیه‌های تبهکار سازمان یافته کنترل می‌شود. قاچاق انسان در فیلیپین جنایت علیه بشریت شمرده می‌شود.

## آمار
گزارش سال ۱۹۹۷ تعداد قربانیان فحشا در فیلیپین را در حدود ۷۵٬۰۰۰ نفر اعلام کرد. برآوردهای دیگر از رقم ۱۰۰۰۰۰ نفر حکایت دارد.
طبق گفته صندوق کودکان ملل متحد (یونیسف)، در تاریخ فوق در حدود ۶۰٬۰۰۰ تا ۱۰۰٬۰۰۰ کودک در فیلیپین در حلقه‌های فحشا شرکت داشتند. براساس گزارش سازمان بین‌المللی کار (ILO) در سال ۲۰۰۹ در فیلیپین حدود ۱۰۰٬۰۰۰ کودک در فحشا شرکت داشتند. اکثر فحشا کودکان در مناطق توریستی صورت می‌گیرد. تعداد نامعلومی از کودکان هم تحت استثمار اجباری قرار دارند. در سال ۱۹۹۵ تخمین زده شد که فیلیپین چهارمین کشوری بود که بیشترین تعداد کودکان در آن درگیر فحشای اجباری بودند. و مقامات دولتی خبر از افزایش تعداد کودکانی که به فیلیپین سفر می‌کنند، را دادند.[۱۶] در سال ۲۰۰۷، آمار تجارت جنسیتی در فیلیپین، حدوداً ۳۷۵۰۰۰ زن و دختر در سنین بین ۱۵ تا ۲۰ سالگی، برآورد شده بود، برخی از دختران در سن ۱۱ سالگی بودند.

## اقدامات دولت
در تلاش برای رسیدگی به این مشکل، دولت فیلیپین، در سال ۲۰۰۳، قانون مبارزه با قاچاق انسان را تصویب کرد. این یک قانون کیفری علیه قاچاق انسان، توریسم جنسی، بردگی جنسی و فحشا کودکان است. اما در سال ۲۰۰۶، در عمل نیروهای اجرایی نتوانستند اسنادی بدهند که بتواند مجرمان قاچاق انسان را محکوم کند و همین باعث شد مجرمان دستشان باز باشد.

## موضع‌گیری‌ها
دفتر نظارت و مبارزه با قاچاق انسان در وزارت امور خارجه ایالات متحده آمریکا فیلیپین را در سال ۲۰۱۷ در رده اول "Tier1" کشورهای (مبارزه با قاچاق انسان) قرار داده‌است (شکایت کامل با مینیمم استاندارهای قانون حفاظت از قربانیان قاچاق و خشونت (۲۰۰۰) آمریکا).